# Raffi
Raffi (in lingua armena: Րաֆֆի, pseudonimo di Hakob Melik-Hakobian, in lingua armena: Հակոբ Մելիք-Հակոբյան; Bayajuk, 1835 – Tbilisi, 1888) è stato un poeta e scrittore armeno.

## Biografia

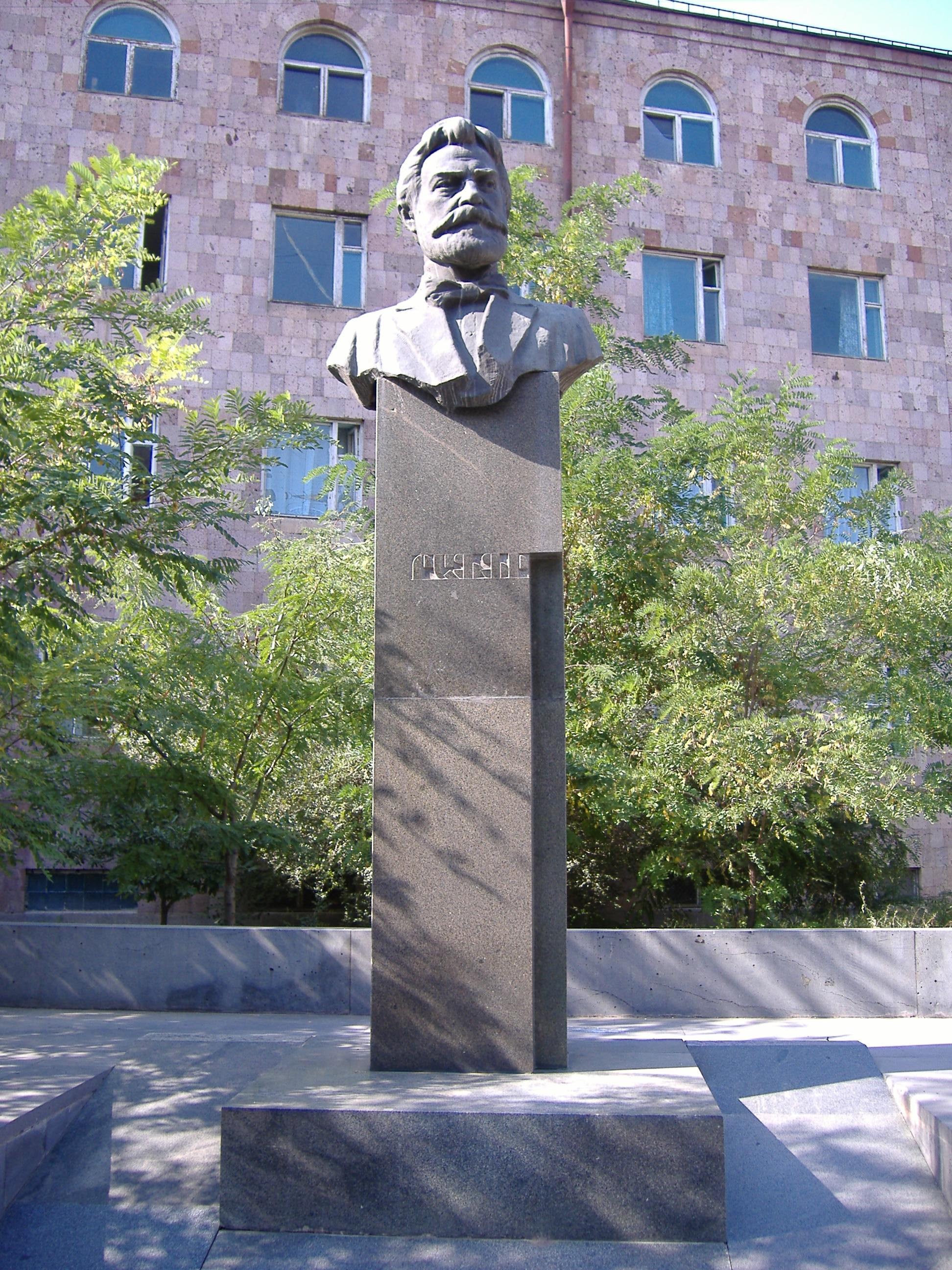
Monumento a Raffi a Yerevan

Raffi era il figlio maggiore di una famiglia della piccola nobiltà terriera persiana-armena e nacque nel 1835 in Payajuk, un villaggio del nord-ovest dell'Iran. 
Suo padre era un ricco agricoltore, commerciante, e la più alta autorità civile del paese. Grazie a questo contesto economico favorevole e a questo status speciale della famiglia riuscì ad acquisire una educazione privilegiata, potendo godere dell'intero spettro dei classici russi e occidentali, e di poter coltivare l'amore per i classici europei della letteratura.
La sua educazione è iniziata in casa del parroco del paese, Padre Mser. Lì, in una piccola stanza adiacente alla stalla, ragazzi di tutte le età e livelli di apprendimento venivano iniziati, sotto pressione di punizioni corporali, ad intense ore di lezione. Nel suo romanzo intitolato Kaytser ("Sparks") Raffi dà una vivida descrizione di queste pene e le mette in luce.
All'età di 12 suo padre lo mandò a Tiflis, a quel tempo un importante centro della vita intellettuale armena, al fine di poter continuare i suoi studi secondari in un collegio gestito da un insegnante armeno specializzato.
Raffi era sul punto di cominciare i suoi studi in una università russa quando fu costretto a tornare a casa per aiutare suo padre malato con l'azienda di famiglia. Questo evento costituì la fine della sua educazione formale. Successivamente iniziò ad insegnare lingua e storia armena presso le scuole armene a Tabriz, Akoulis e Tiflis. Visitò Musc, Van e altre città armene sotto il dominio turco, completando i suoi studi da autodidatta.
Nel 1853 pubblicò le sue prime poesie in armeno classico, o grabar, dal titolo Artsuí Vaspuraganí. Nel 1860 collaborò con il quotidiano Hiusisapayl ("La luce del nord"), che veniva pubblicato a Mosca.
Nel 1870 si stabilì a Tibilisi, dove diede alle stampe diversi libri e collaborò con il giornale "Mishag" ("Agricoltore"), con racconti di viaggio che ritraggono la vita della comunità armena in Persia.
Successivamente si trasferì a Tabriz, ma dovette far ritorno a Tibilisi perché denunciato come agitatore.
Tra il 1877 e il 1878, durante la guerra russo-turca, diventò corrispondente per il quotidiano "Portz" ("La prova") denunciando le sofferenze degli armeni in territorio ottomano.
Negli anni successivi pubblicò molti altri romanzi. Nel 1884 guidò brevemente il quotidiano "Mshag", insieme a Krikor Artzuni, ma ben presto lasciò la collaborazione per quella con il settimanale "Artzakank" ("Eco"), dove apparve il suo romanzo Samuel.

## Opere
- Salbi (1863)
- Jalaleddin (1878)
- Il gallo d'oro (1879)
- Kent'ə (Il folle) (1880)
- Davit' Bēk (1887)
- Samuēl (1888)